# Abstandsdorn

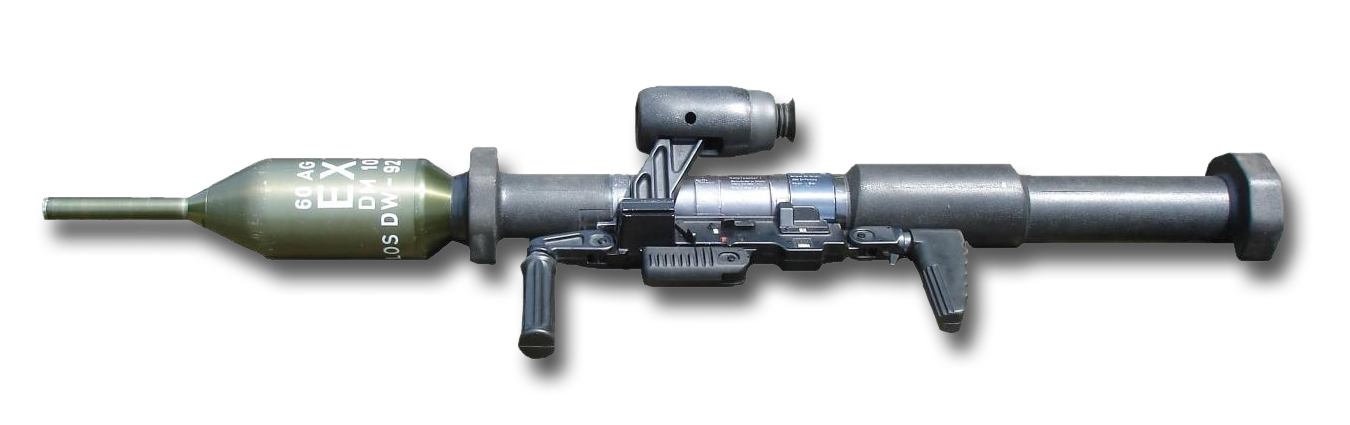
Panzerfaust 3 EX (inerte Exerzierpatrone) mit ausgezogenem Abstandsrohr

Bei einem Abstandsdorn (oder auch Abstandsrohr) handelt es sich um ein ausziehbares oder automatisch ausgefahrenes Metallrohr, das als Abstandshalter für eine panzerbrechende Hohlladung dient.
Damit eine Hohlladung ihre optimale Zerstörungskraft auf ein gepanzertes Ziel entwickeln kann, benötigt diese einen (vom Aufbau abhängigen) Zündabstand zu der zu durchschlagenden Oberfläche. Dieser Abstand wird vom Abstandsrohr gewährleistet, welches die Zündung auslöst.
Bei Tandemladungen, die gegen Ziele mit Reaktivpanzerung optimiert sind, enthält das Abstandrohr eine sogenannte Vorhohlladung, die dazu dient, die Reaktivpanzerung des Ziels vorzeitig auszulösen und damit deren Wirkung zu minimieren.